# Playa del Regatón
La Playa de El Regatón está en Laredo, Cantabria (España). 
Comienza en el Puntal de Playa de la Salvé y discurre junto al cauce de la Ría de Treto a lo largo de 2900 m, hasta terminar en el término municipal de Colindres, junto al arroyo Regatón. El sistema dunar era descrito, antes de la expansión urbanística, como uno de los más importantes de la costa atlántica.